# Jaume Isern i Hombravella
Jaume Isern i Hombravella (el Masnou, Maresme, 7 d'agost de 1869 − l'Hospitalet de Llobregat, Barcelonès, 1 de maig de 1936) fou un metge catalanista. Fou metge titular, inspector de sanitat i degà del cos mèdic municipal de l'ajuntament de l'Hospitalet de Llobregat.

## Biografia
Fill del capità de vaixell de marina mercant i alcalde del Masnou Josep Isern i Maristany (1828-1902) i de Maria Hombravella i Oliver (1831-1903). Fou germà de Francesc (1860-1937), Josep (1864-?), Jacint (1868-?), i Maria (7 d'agost de 1869-?), la seva germana bessona, que es va casar amb el cirurgià Enric Ribas i Ribas.
Obtingué el títol de batxillerat a Barcelona el 1886 i el de llicenciat en Farmàcia el 1892, també a Barcelona, on guanyà el premi extraordinari de llicenciatura. No fou fins al 1894 que obtingué el títol de llicenciat en Medicina.
Durant els curs 1889-1890 fou vicepresident de la Secció de Medicina del Centre Escolar Catalanista i, poc després, s'integrarà a la Lliga Catalana. Més tard fou delegat a l'Hospitalet de Llobregat de la conservadora Unió Catalanista.
Exercí la medicina en una línia de vapors que unia Catalunya amb els Estats Units. Després treballà de metge titular als pobles de Gratallops i de Porrera, on conegué la seva futura muller, Maria Rabascall Aguiló.
No fou fins al 1899 que es traslladà a l'Hospitalet de Llobregat per exercir com a metge titular, inspector de sanitat i degà del cos mèdic municipal de l'ajuntament de l'Hospitalet, on residí i exercí la medicina al barri del Centre.
En aquesta localitat riberenca presidí la comissió organitzadora del Foment Autonomista de l'Hospitalet i signà al 1906 els estatuts de legalització d'aquesta entitat, la qual tenia com a objectiu obtenir l'autonomia de Catalunya i impulsar la cultura local, i que fou la creadora de les Escoles Catalanes Dr. Robert (1906-1936). Posteriorment, per desavinences en els plantejaments pocs radicals de l'entitat, se'n donà de baixa. També fundà el 4 d'abril de 1916, en temps que era alcalde de l'Hospitalet Josep Rius, la delegació o patronat local de l'Obra dels Homenatges a la Vellesa, seguint les petjades del seu amic en Franccsc Moragas, fundador de la Caixa de Pensions per a la Vellesa i d'Estalvis, amb l'objectiu que el poble aprengués a dignificar la vellesa, a tenir aquell amor i respecte per a les persones grans. Fins a la seva fou secretari del patronat local i un dels membres més actius.
Dins del catalanisme, participà com a congressista al I Congrés Internacional de la Llengua Catalana de l'any 1906. I també fou president de la delegació de Palestra a l'Hospitalet, des que es fundà l’any 1930.
Al 1930 es feu construir, pels germans Ramon i Antoni Puig i Gairalt, una casa com a residència familiar i consultori mèdic privat anomenada Xalet Ysern, d'estil racionalista, situada a la Plaça del Repartidor, just davant de l'edifici de Correus, on actualment s'ubica la Comissaria de Policia Nacional.
Amb motiu dels fets del 6 d'octubre de 1934 ocorreguts a l'Hospitalet, Jaume Isern Hombravella, com a metge, hagué de curar alguns ferits a dins del Cinema Oliveras, cosa que li portar algun maldecap, ja que fou acusat d'haver participat als fets.
Fou amic de Pere Ferrés-Costa, qui li dedicà la poesia "L'Ermita de Bellvitge", la qual fou publicada al número 20 del periòdic d'informació local, il·lustrat i literari "La Ressenya" (15 de setembre de 1907). Fou col·laborador de la publicació L'ESPILL, un periòdic quinzenal adreçat al lector de l'Hospitalet, amb informació cultural, esportiva, científica i política.
Fou pare de: Josep Isern i Rabascall (1902-1974), metge i, també com el pare, un reconegut republicà; Maria; Núria (1908); Teòfil; Salvador (1910-1997); Jaume Isern Rabascall (1912-2006), metge catalanista exiliat a Caracas per la Guerra Civil Espanyola; Fanny/Francisca, mestra; i  Montserrat Isern Rabascall (1900-1986), galerista d'art, comerciant d'art català i fundadora de la galeria d’art Syra, cosa que la feu la primera dona responsable d'una galeria d’art i la primera persona de crear una "Fira de Dibuix al carrer" a la ciutat de Barcelona.
A l'edat de 66 anys, en haver assolit l'edat reglamentària, fou jubilat per l'Ajuntament de l'Hospitalet, com a metge titular i inspector municipal de sanitat. L'1 de maig de 1936 morí, a l'Hospitalet de Llobregat, quan faltaven poques setmanes perquè esclatés la Guerra Civil. A l'acte d'enterrament de les despulles del doctor Isern esdevingué una gran manifestació de dol, i fou presidit per les autoritats, els filis i els familiars d'Isern. Hi assistiren per a retre-li homenatge un nombrós contingent d'amics, així com representacions de diversos centres polítics, culturals i científics als quals havia pertanyut.